# Bobcat (microarquitectura)
Bobcat es una microarquitectura creada por AMD y está destinada el mercado de bajo consumo y bajo costo.
Fue anunciada durante un discurso del vicepresidente ejecutivo de AMD Henri Richard en el Computex 2007, y fue puesto en producción en el primer trimestre de 2011. Uno de sus mayores defensores fue el vicepresidente ejecutivo Mario A. Rivas quien sentía que era difícil competir en el mercado x86 con un procesador de un núcleo optimizado para el rango de 10-100 Watts y activamente promocionó el desarrollo de un núcleo más simple apuntando al rango de 1-10 Watts. Adicionalmente, se creía que el núcleo podría migrar al mercado de los dispositivos portátiles si el consumo podía reducirse a menos de 1 W.
Los núcleos Bobcat son usados junto con núcleos GPU en accelerated processing units (APUs) bajo la marca "Fusion". Un diagrama simplificado de la arquitectura fue publicada en el Analyst Day de AMD en noviembre de 2009. Es similar en concepto a las anteriores investigaciones de AMD en 2003, que detalla las especificaciones y ventajas de extender el x86 "en todas partes".